# 企石镇
企石镇，是中华人民共和国广东省东莞市下辖的一个乡镇级行政单位。 地處東莞市東北部，東江中下游的南岸，北與博羅縣的園洲鎮、龍溪街道隔江相望，東鄰橋頭鎮，南鄰常平、橋頭鎮，西接石排鎮、橫瀝鎮。轄區總面積58.22平方公里。鎮政府駐寶石路1號政府大院。

## 行政区划
企石镇下辖以下地区：
宝石社区、铁岗村、深巷村、湖美村、博厦村、上洞村、清湖村、江边村、旧围村、东平村、上截村、下截村、东山村、铁炉坑村、企石村、杨屋村、莫屋村、霞朗村、新南村和南坑村。

## 人口
根據東莞市第七次全国人口普查公報顯示，截至2020年11月1日零時，企石鎮常住人口為169396人。

## 中国传统村落
2012年，江边村被评为首批“中国传统村落”。